# Pinella

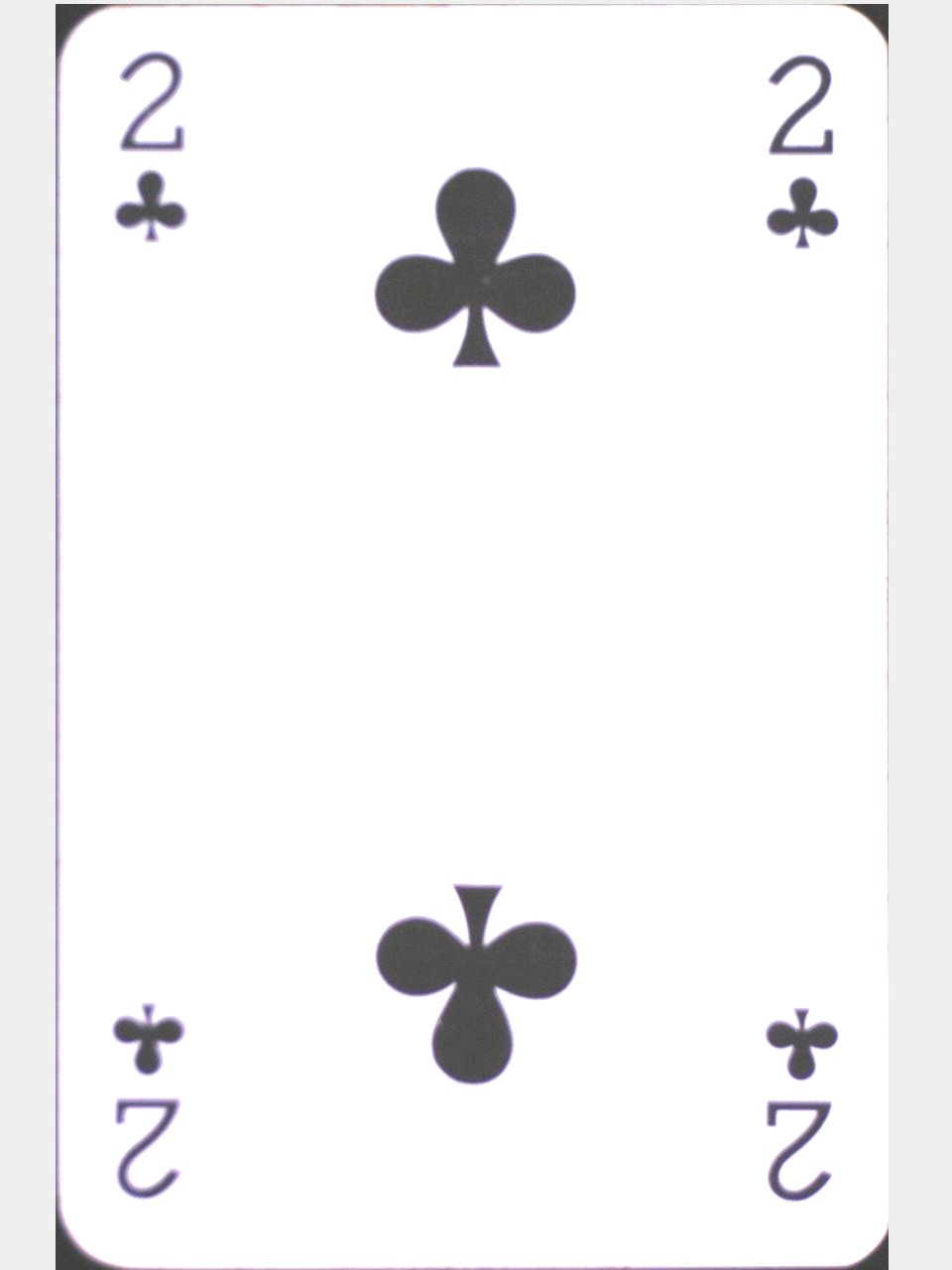
Pinella nera (2 di fiori)

In alcuni giochi di carte con il termine pinella si intendono i "due", carte che, come i jolly, hanno funzioni di matta. In alcuni giochi si usano solo le pinelle nere (fiori e picche), mentre in altri si usano sia le pinelle nere che quelle rosse (cuori e quadri). Il termine è di origine incerta, tuttavia si narra che il nome derivi da un'anziana signora molto fortunata che giocava con le proprie comari.
L'uso della pinella è centrale in molti giochi di carte come burraco, canasta, pinella e pinnacola.
La pinella a differenza del jolly può essere scartata in chiusura

## Canasta
Una canasta, cioè un insieme di sette carte dello stesso valore, può essere composta di tutte carte dello stesso valore (canasta pulita o pura) oppure può contenere fino a due pinelle o un solo jolly (canasta impura). In questo caso la canasta ha un valore minore.
C'è anche la possibilità di fare una canasta esclusivamente di pinelle (pinellata) che vale sei volte una canasta normale. 
Siccome esistono solo sei jolly, a seconda delle regole utilizzate, la canasta di jolly può essere costituita da 6 jolly ed una pinella oppure essere distinta in pura, con solo 6 jolly, e impura.

## Burraco
Nel Burraco la pinella vale 20 punti e può essere usata come un jolly oppure può fungere da 2. Ogni scala può contenere al massimo 1 pinella a meno che la pinella non sia dello stesso seme della scala e funga da 2. In tal caso si può aggiungere un'altra pinella. La pinella può fungere da due solo nel caso che essa sia dello stesso seme della scala. Se la pinella viene posizionata al posto del due, essa deve essere del seme della scala stessa.